# چهارطاقی طاق گاورین
چهارطاقی طاق گاورین مربوط به دوره ساسانی ـ قرون اولیه دوره اسلامی است و در شهرستان چرداول، بخش مرکزی، دهستان شباب، روستای طاق گاورین واقع شده است. این اثر در تاریخ ۳۰ دی ۱۳۸۵ با شمارهٔ ثبت ۱۶۸۹۵ به عنوان یکی از آثار ملی ایران به ثبت رسیده است.